# سوء الإطباق
سوء الإطباق أو سوء انغلاق الفكين (بالإنجليزية: malocclusion)‏ هو مصطلح يطلق على كل حالة إطباق سنية في غير موضعها الطبيعي.

## تصنيف عيوب إطباق الأسنان
تصنف حالات سوء الإطباق لغرض دراستها وعلاجها.ويوجد العديد من الطرق لتصنيف عيوب إطباق الأسنان وأكثر هذه الطرق شيوعا هو تصنيف أنجل (Angle classification) والذي يعتمد على علاقة السن الطاحن الأول العلوي والسفلي كمعيار. واستنادا إلى هذه العلاقة تصنف عيوب إطباق الاسنان إلى ثلاثة أقسام:
الصنف الأول: عندما يكون إطباق القمة القريبة الخدية (mesiobuccal cusp) للسن الطاحن الأول العلوي مع الاخدود الخدي (buccal groove) للسن الطاحن السفلي.
الصنف الثاني: عندما يكون إطباق القمة القريبة الخدية (mesiobuccal cusp) للسن الطاحن الأول العلوي أمام الاخدود الخدي (buccal groove) للسن الطاحن السفلي. ويكون كاملا إذا كان الإطباق بين السنين الخامس والسادس السفليين (أي مع الناجذ الثاني والطاحن الأول السفليين)وينقسم هذا الصنف إلى قسمين:
القسم الأول (Class II division 1): يتميز بتقدم جميع الأسنان الأمامية.
القسم الثاني (Class II division 2): يتميز بتراجع القاطعين الوسطيين (الثنيتين) وتقدم القاطعين الجانبيين (الرباعيتين).
الصنف الثالث: عندما يكون إطباق القمة القريبة الخدية (mesiobuccal cusp) للسن الطاحن الأول العلوي خلف الاخدود الخدي (buccal groove) للسن الطاحن السفلي. وأحيانا يتمكن الشخص من تقديم فكه ويحصل على إطباق جيد من الصنف الثالث وأحيانا يتسبب عيب الإطباق في تقدم الفك السفلي بينما هو في الحقيقة من الصنف الأول ويدعى هذه الحالة (بالصنف الثالث الكاذب) (Pseudo Class III)
إذا كانت الإطباق من الصنف الأول من جهة والصنف الثاني من الجهة الأخرى فيدعى ذلك (الصنف الثاني فرع) (Class II subdivision)، وإذا كان الإطباق من الصنف الأول من جهة والصنف الثالث من جهة فيدعى ذلك (الصنف الثالث فرع) (Class III subdivision)
إذا كان الإطباق من الصنف الثاني من جهة والصنف الثالث من جهة فالأرجح بأنه (انحراف وظيفي) (Functional shift) ويحدث هذا كنتيجة لعيب الإطباق يؤدي إلى دوران الفك السفلي وغالبا ما يرجع إلى الصنف الأول بعد تصحيح عيب الإطباق.
إذا كان السن الطاحن الأول مفقودا فبالإمكان تقدير العلاقة بين الفكين من خلال مقارنة العلاقة بين النواجذ
بالنسبة للأسنان اللبنية فينظر إلى العلاقة بين السنين الطاحن اللبني الثاني العلوي والسفلي فيكون من الصنف الأول إذا كان الوجه الأمامي للسنين على استقامة واحدة، ويكون من الصنف الثاني إذا كان الوجه الامامي للسن العلوي أمام الوجه الأمامي للسن السفلي، ويكون من الصنف الثالث إذا كان خلفه.
وهناك تصنيف آخر يعتمد على إطباق سن الناب فهو من الصنف الأول إذا كان إطباق الناب العلوي بين الناب والناجذ الأول السفليين، ومن الصنف الثاني إذا كان أمامه ومن الصنف الثالث إذا كان خلفه.
معظم الطرق الحديثة لتقويم الأسنان تأخذ بنظر الاعتبار التصنيفين (تصنيف أنجل والتصنيف المعتمد على سن الناب) فسمى الحالة مثلا (الصنف الأول طاحن والصنف الثاني ناب).

## أنواع سوء إطباق الأسنان
يتخذ عيوب إطباق الأسنان أشكالا عديدة منها:
1. العضة المفتوحة (Openbite)
2. العضة العميقة (Deepbite)
3. العضة العكسية (Crossbite)
4. ازدحام الأسنان (Crowding)
5. مسافات زائدة (Spacing)
6. دوران الأسنان (Rotation)
7. تقدم الأسنان (Protrusion)
8. عيوب موضع الأسنان (Malposition)
9. تبادل موضع الأسنان (Transposition)

وكل حالة من الحالات السابقة لها أسبابها وطرق علاج خاصة بها.

## العضة المفتوحة
العضة المفتوحة (بالإنجليزية: open bite)‏ هي أحد أشكال سوء الإطباق (بالإنجليزية: Malocclussion)‏ في المستوى العمودي للأسنان، وقد تكون أمامية أو جانبية. أي هي فقدان التماس ما بين الأسنان العلوية والسفلية عند إطباق الفكين. وقد أطلق هذا التعبير إدوارد أنجل أبو طب الأسنان الحديث.

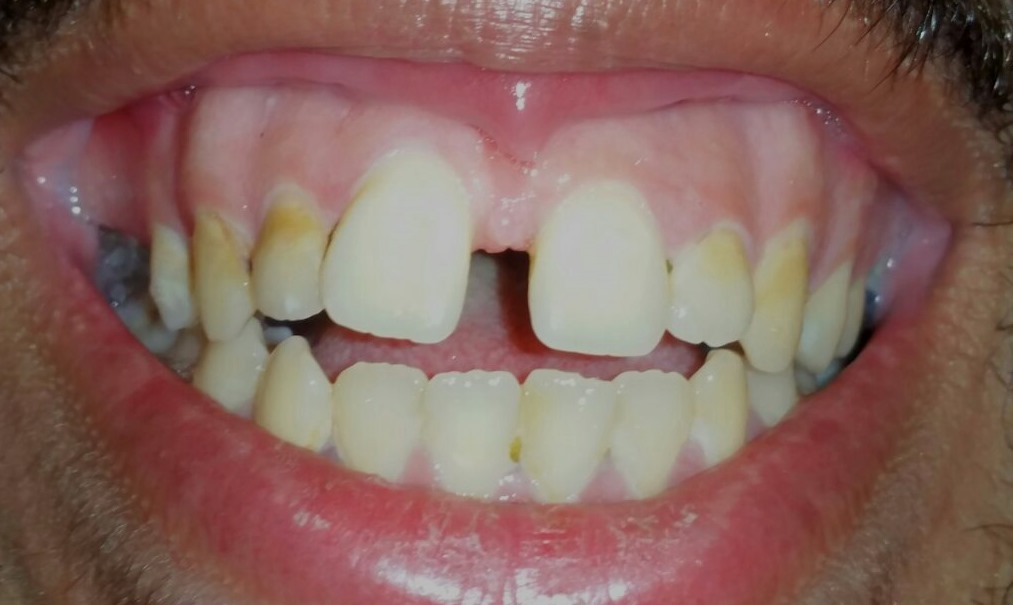
العضة المفتوحة

تعتبر العضة المفتوحة الأمامية أكثر شيوعًا، وتقسم إلى:
1. عضة مفتوحة أمامية بسيطة: وهي على مستوى القواطع.
2. عضة مفتوحة أمامية معقدة: وهي تشمل الأسنان الأمامية حتى الضواحك.
3. عضة مفتوحة مركبة: وتمتد حتى الأرحاء.

وقد تكون العضة المفتوحة سنية (اضطراب على مستوى الأسنان) أو هيكلية (اضطراب على مستوى القواعد الفكية)
أسبابها: تأخذ الأسباب البيئية النصيب الأكبر في حدوث العضة المفتوحة من خلال وجود العادات الفموية السيئة (الابتلاع عند الأطفال أو مص الإصبع أو التنفس الفموي... إلخ)
علاجها: معالجة السبب هي أساس معالجة حالات العضة المفتوحة، وتتوقف تقنية المعالجة على عدة عوامل منها العمر ونوع العضة المفتوحة وتعاون المريض. وقد تكون المعالجة تحفظية (تقويم الأسنان فقط) أو جراحية (الجراحة التقويمية الفكية).